# Nugsar Bagration-Grusinski

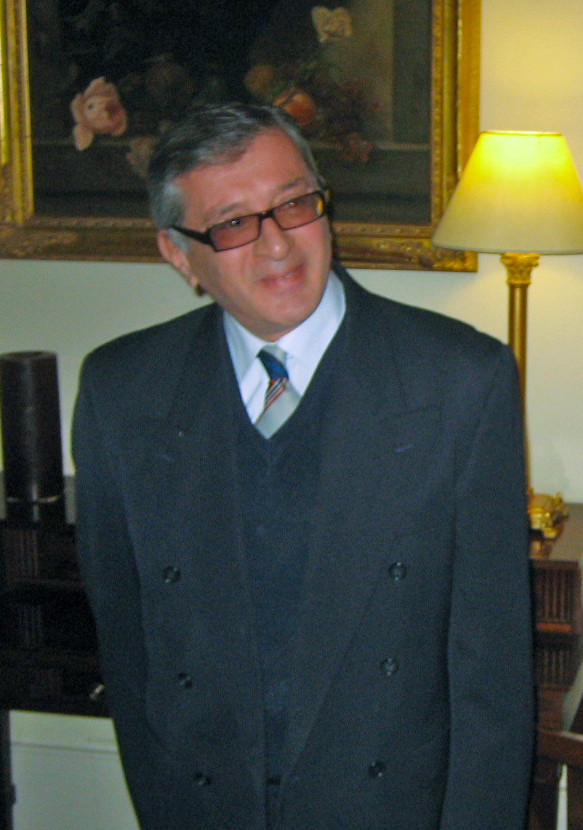
Nugsar Bagration-Grusinski

Nugsar Bagration-Grusinski (georgisch ნუგზარ ბაგრატიონ-გრუზინსკი; * 25. August 1950 in Tiflis, Georgische SSR, Sowjetunion; † 1. März 2025, ebenda, Georgien) war ein sowjetischer und georgischer Theaterintendant und Theaterregisseur. Nach herrschender Auffassung war er ab 1984 Oberhaupt des ehemaligen georgischen Königshauses der Bagratiden.

## Leben
Er wurde als Sohn des Dichters Petre Bagration-Grusinski und dessen zweiter Frau Leila Mgeladse geboren. Bis zum Abschluss 1976 studierte er Schauspiel und Regie an der Schota-Rustaweli-Universität für Theater und Film. Er war bis 1991 Intendant des Tumanischwili-Theaters der Filmschauspieler in Tiflis. Bis 1994 lehrte er an der Staatlichen Akademie der Künste Tiflis. Danach arbeitete er als Regisseur.
Als ältester patrilinearer Abkömmling von Kartlien-Kachetiens letztem König, Giorgi XII., war er ab 1984 Chef des ehemaligen georgischen Königshauses und potenzieller Anwärter auf einen georgischen Königsthron. Die imeretische Bagratiden-Linie hat diesen Anspruch 2007 bestätigt.
Er war ab dem 10. Februar 1971 mit Leila Qipiani (* 1947) verheiratet und hatte zwei Töchter: Ana (* 1976) und Maia (* 1978). Die ältere Tochter Ana war von 2009  bis 2013 mit ihrem Vetter Dawit Bagration-Muchraneli (* 1976 in Madrid), dem Rivalen ihres Vaters um die georgische Thronprätendentschaft, verheiratet. Die Heirat vereinte zeitweise die Grusinski- und die Muchraneli-Zweige der georgischen Bagratiden-Dynastie und brachte den Sohn Giorgi hervor (* 2011).